# Epidemas obscura
Epidemas obscura là một loài bướm đêm trong họ Noctuidae.